# Guillaume de Solms-Braunfels (1801-1868)
Ne doit pas être confondu avec Guillaume de Solms-Braunfels.
Frédéric Guillaume Henri Casimir Georges Charles Maximilien prince de Solms-Braunfels (né le 30 décembre 1801 à Triesdorf et mort le 12 décembre 1868 à Mödling) est un lieutenant général prussien.

## Biographie

### Origine
Guillaume est membre de la famille princière de Solms-Braunfels et neveu du roi Frédéric-Guillaume II. Il est le premier fils du major général prussien Frédéric-Guillaume de Solms-Braunfels (1770-1814) et de la princesse Frédérique de Mecklembourg-Strelitz (1778-1841). Les généraux Alexandre (1807-1867) et Charles (1812-1875) sont ses frères. Depuis que sa mère, dont le premier mariage était avec Louis-Charles de Prusse (1777-1796), est veuve et contracte un troisième mariage avec le duc Ernest-Auguste de Brunswick-Lunebourg, le général Frédéric de Prusse (1794-1863) et le roi Georges V de Hanovre (1819-1878) sont également ses demi-frères.

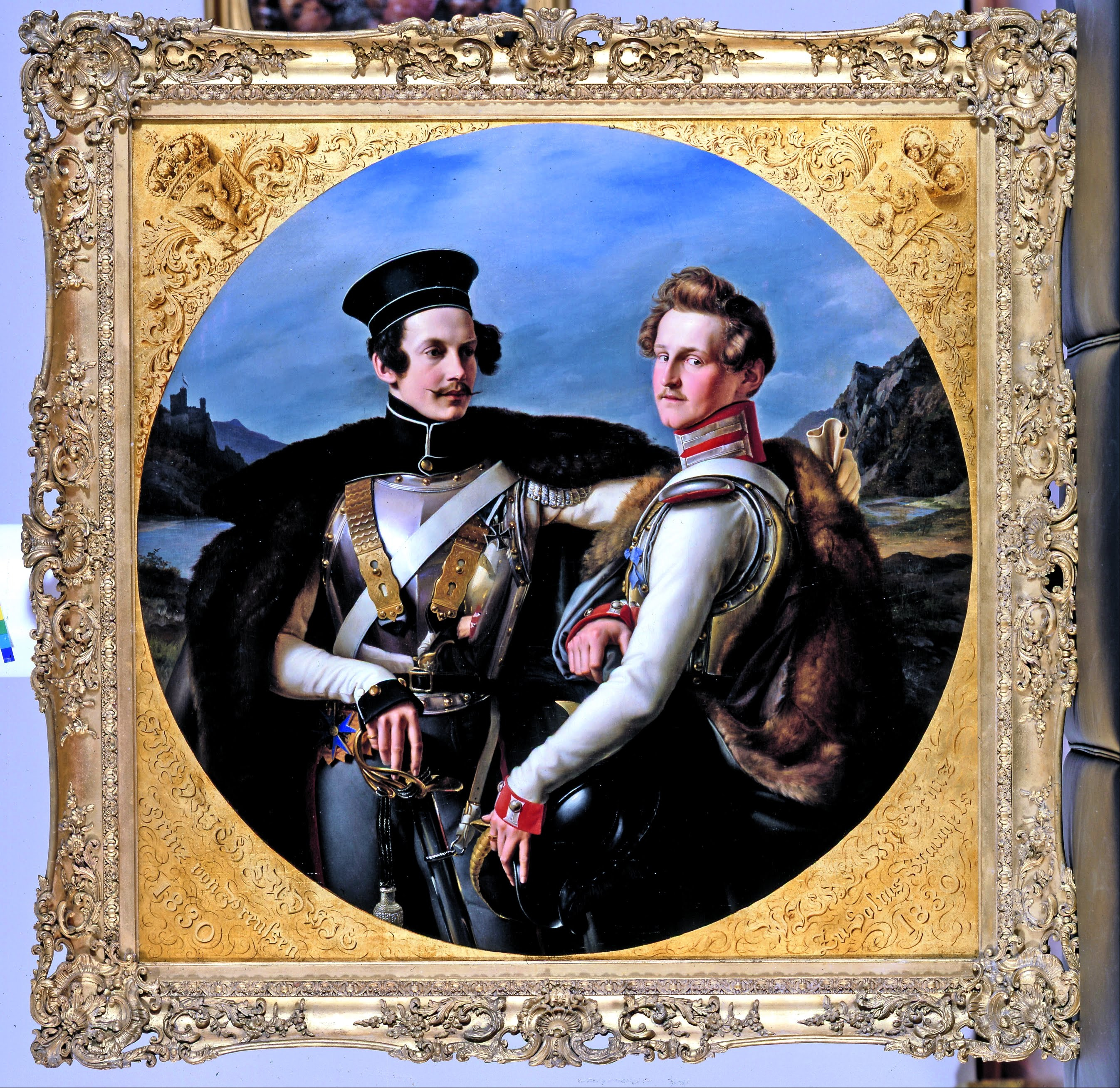
sur fond de paysage rhénan près du château de Rheinstein, peinture de Wilhelm von Schadow, 1830

### Carrière militaire
Wilhelm commence sa carrière d'officier en décembre 1812 à l'école des cadets de Berlin. Il est promu sous-lieutenant en 1820 et affecté au régiment des Gardes du Corps. Il est promu premier lieutenant en 1825 et capitaine en 1831, après quoi il est transféré au 4e régiment de dragons (pl). Dès 1832, il prend sa retraite comme major avec un uniforme militaire.
En 1836, il reçoit la Grand-croix de l'ordre de la Maison de Brunswick d'Henri le Lion et en 1837 également la Grand-Croix de l'ordre hanovrien de Guelfes.
En 1841, Guillaume devient chef du 2e détachement du 3e bataillon du 29e régiment de Landwehr et reçoit le caractère de lieutenant-colonel en 1842. Il reçoit la Grand-croix de l'ordre de la Maison Saxonne-Ernestine en 1843. Alors qu'en 1845, il est encore chef du 2e détachement du 1er bataillon du 29e régiment de Landwehr, il n'est plus, depuis 1850, que colonel à la suite, y compris en 1853 comme colonel à la suite du 2e riment de cavalerie de la Garde de la Landwehr. En 1858, il passe de l'armée aux officiers à la suite avec le caractère de général de division. Enfin, en 1862, il reçoit le grade de lieutenant général.
Il reçoit également la Grand-Croix de l'ordre de la Maison et du Mérite d'Oldenbourg en 1862 et enfin la Grand-Croix de l'ordre d'Ernest-Auguste de Hanovre (de) en 1866.

### Famille
Neuf enfants sont nés de son mariage en 1831 avec la comtesse Maria Anna Kinsky von Wchinitz et Tettau (1809-1892).
1. Ferdinand (1832-1872),
2. Marie (1833-1845),
3. Ernest (de) (1835-1880), noble hessois ,
4. Georges (de) (1836-1891), noble hessois marié en 1878 avec Emanuela Gallone di Tricase Moliterno (1854-1936 qui se remarie en 1895 avec Alexandre prince de Hohenlohe-Waldenburg-Schillingsfürst (1862-1924))
5. Élisabeth (1837-1927),
6. Bernard (de) (1839-1867),
7. Albert (de) (1841-1901) marié avec Ebba von Lavonius (1850-1927),
8. Othon (né et mort en 1843),
9. Hermann (de) (1845-1900), noble hessois, marié avec :

Marie de Solms-Braunfels (1852-1882), fille de Charles de Solms-Braunfels (1812-1875) ;
Élisabeth Reuss de Schleiz (1859-1951), fille d'Henri XIV Reuss de Schleiz (1832-1913).